# Cachorro (personaje)
Cachorro (Nicholas Gleason) es un personaje ficticio que aparece en los cómics publicados por Marvel Comics. Mutante, es un estudiante del Instituto Xavier y un X-Men en prácticas.

## Biografía ficticia del personaje

### Primeros años
Después de la muerte de sus padres, Nicolás Gleason, un joven mutante que posee una apariencia de hombre lobo, se convirtió en el blanco de los asesinos anti-mutantes. Gleason fue rescatado por los X-Men conocidos como Cámara y Cíclope y fue admitido posteriormente en el Instituto Xavier.

### Lucha interior
Aunque sigue siendo un chaval, Gleason ha tenido que luchar con su naturaleza salvaje. En una ocasión, atacó a Havok hiriéndolo gravemente. A raíz de este ataque, Gleason se escapó del Instituto Xavier y se encontró con Maximus Lobo y otros miembros de la manada de hombres lobo, Especies Dominantes. Lobo instó al niño a abandonar la escuela y unirse a su grupo. A pesar de queGleason estuvo tentado a rendirse a su naturaleza salvaje, se resistió a esos impulsos y ayudó a los X-Men y al equipo viajante entre realidades, los Exiliados, a derrotar a Maximus.

### Escuadrón Los Modelos
Después de la creación del sistema de escuadrones de entrenamiento en la escuela, Gleason fue colocado en el escuadrón de Los Modelos junto con sus compañeros de estudios Cerilla, Trance, Avance, DJ y Hada. Después de que el equipo perdiera su asesor original, Wolfsbane, se les asignó un nuevo mentor, Magma.

### Post Día M
A raíz del día M, la población estudiantil de la escuela se redujo drásticamente, haciendo que el sistema de equipos fuera disuelto y el resto de los estudiantes se fusionaran en un solo grupo. Gleason es uno del puñado de estudiantes que conservaron sus habilidades.

### Búsqueda de Magik
Cachorro, junto con Anole, Loa, Hada, Alud y Cerilla, escuchan una aterradora "historia de fantasmas" de su compañera de estudios, Venda, una noche en la escuela. Pronto resultó que esta historia no era una historia en absoluto, sino más bien una visión de las cosas del pasado y de lo que vendrá. Nick, junto con sus amigos, fue arrastrado al reino del Limbo, donde fueron atacados por una turba de demonios. Se mantendrá firme en esta lucha, usando sus garras y agilidad para matar a varios demonios.

### Jóvenes X-Men
Cachorro es reclutado por los "Jóvenes X-Men" después de que Cíclope interviniera en el intento de matar a Maximus Lobo, exlíder de Especies Dominantes y una víctima del Día M, como venganza por su manipulación de Nicholas. Al equipo se le da la orden de acabar con los Nuevos Mutantes originales, por volverse maliciosos y ordena matarlos si es necesario. Cuando se revela que Cíclope es realmente Donald Pierce disfrazado, Nick se siente mal por haber seguido las órdenes ya que estaba dispuesto a matar a Magma durante la confrontación. Los Jóvenes X-Men y los Nuevos Mutantes atrapan a Donald Pierce, pero Cachorro es fatalmente herido y en sus últimas palabras suplicantes a Alud pide no matar a Pierce en venganza, ya que ahora cree con certeza que "los X-Men no matan."

### Excalibur
Tras la fundación de un estado mutante en Krakoa de la mano de Charles Xavier y sus aliados, Wolf Cub resurgió como ciudadano de la nación, presumiblemente renacido de la mano de The Five, un grupo de mutantes capaces de combinar sus poderes en un proceso de resurrección, reunido por Xavier como parte de sus planes para la ascensión mutante.

## Poderes y habilidades
Gleason posee una forma de hombre lobo permanente que le imbuye sentidos mejorados, fuerza, velocidad, agilidad, reflejos, coordinación, equilibrio y resistencia. Además posee garras afiladas y colmillos, un abrigo de piel de cuerpo completo y orejas puntiagudas.